# Tina Bachmann (Hockeyspielerin)

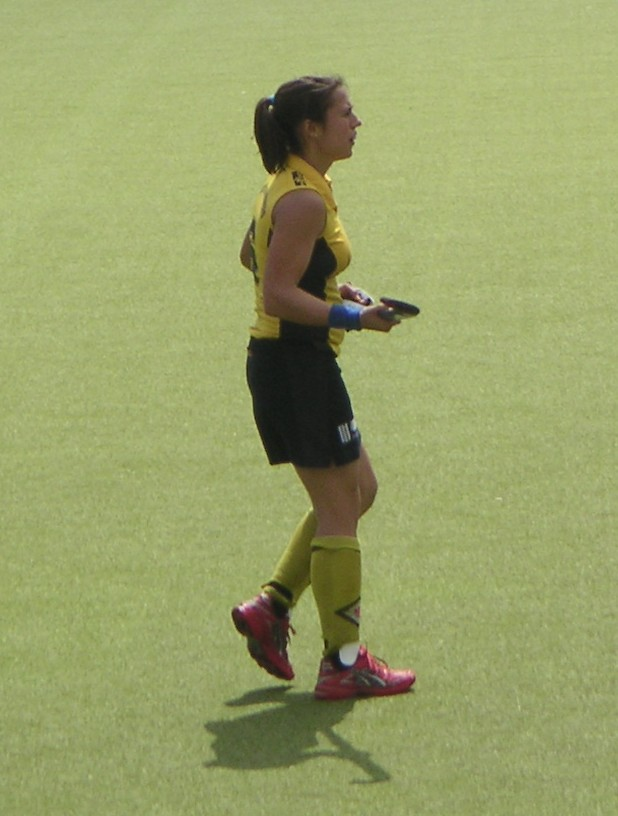
Tina Bachmann bei einem Spiel der Endrunde zur Deutschen Meisterschaft 2007

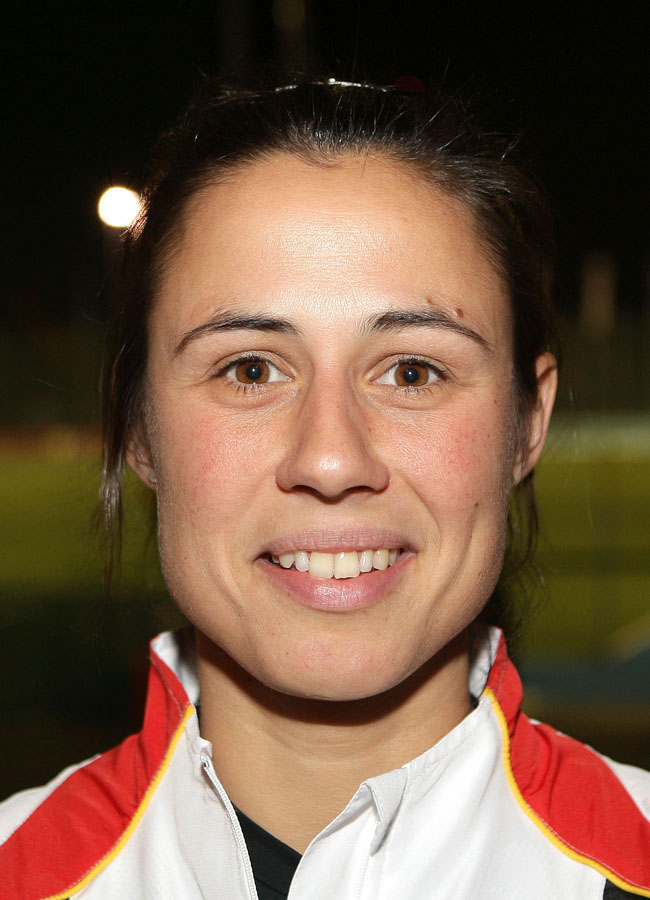
Tina Bachmann (2008)

Tina Bachmann (* 1. August 1978 in Mülheim an der Ruhr) ist eine ehemalige deutsche Hockeynationalspielerin. Danach wurde sie Trainerin und führte die Herrenmannschaft von Uhlenhorst Mülheim zum deutschen Meistertitel im Hallenhockey. 

## Leben
Bachmann, deren Vater Hans-Gerd Bachmann ebenfalls Nationalspieler war, begann 1984 das Hockeyspielen beim HTC Uhlenhorst Mülheim und wurde bereits mit dreizehn Jahren in die U16-Nationalmannschaft berufen. Bis 1996 spielte sie in Mülheim und wechselte anschließend zum Club Raffelberg in Duisburg, wo sie unter anderem die C-Knaben trainierte. Seit 2004 spielte Tina Bachmann für Eintracht Braunschweig in der Feldhockey-Bundesliga und anschließend bei Oranje Zwart Eindhoven, wo sie als Jugendtrainerin auch dreimal niederländischer Meister wurde. Seit 2014 steht sie bei Were Di Tilburg in der zweiten niederländischen Liga unter Vertrag. 
Bachmanns Positionen sind Mittelfeld und Innenverteidigung. Sie ist insbesondere für ihre weiten Schlenzbälle bekannt.
Ihre größten Erfolge waren der Gewinn der Goldmedaille bei den Olympischen Spielen in Athen 2004, der Gewinn des Europameistertitels bei der Feldhockey-Europameisterschaft 2007 in England, bei der Feldhockey-Europameisterschaft 2013 in Belgien und der erste Platz bei der Champions Trophy 2006 in Amstelveen. Bei den Olympischen Spielen in Peking 2008 erreichte Bachmann im Kader der deutschen Hockeydamen den vierten Platz. Insgesamt wirkte sie in 214 Länderspielen mit.
Bei der Feldhockey-Weltmeisterschaft der Damen 2002 erlitt sie einen Kreuzbandriss, welcher bereits der Zweite in ihrer Karriere war.
Tina Bachmann ist examinierte Grund- und Realschullehrerin und beim Landessportbund angestellt. Des Weiteren besitzt sie die A-Trainerlizenz des Deutschen Hockey-Bundes.
Seit Juli 2014 trainiert Tina Bachmann die erste Herrenhockeymannschaft des Bundesligisten HTC Uhlenhorst Mülheim. Sie wurde dort Nachfolgerin von André Henning, der die Mülheimer 2014 zum ersten deutschen Hallenhockey-Meisterschaftstitel nach über 20 Jahren führte, das Traineramt aber aus beruflichen Gründen niederlegte.
2016 führte sie als erste Frau eine Herrenmannschaft zu einer Deutschen Meisterschaft, als Uhlenhorst den Titel in der Halle gewann.